# Giulio della Rovere
Giulio della Rovere, italijanski rimskokatoliški duhovnik, škof in kardinal, * 1532, Urbino, † 3. september 1578.

## Življenjepis
27. julija 1547 je bil povzdignjen v kardinala.
24. septembra 1548 je bil imenovan za škofa Urbina in 18. novembra 1551 za škofa Novare; iz zadnjega položaja je odstopil 12. septembra 1552.
Leta 1560 je bil imenovan za škofa Vicenze in leta 1566 še za škofa Ravenne.